# Glenn Doyle
Glenn Doyle (ur. 4 marca 1965 w Sydney) – australijski żużlowiec.

## Życiorys
Trzykrotny medalista indywidualnych mistrzostw Australii; dwukrotnie złoty (Newcastle 1989, Brisbane 1990) oraz srebrny (Alice Springs 1991). Brązowy medalista mistrzostw Australii par klubowych (1991). Srebrny medalista drużynowych mistrzostw Wielkiej Brytanii (1991 – w barwach klubu Bradford Dukes). Kilkukrotny uczestnik eliminacji indywidualnych mistrzostw świata (najlepszy wynik: Bradford 1991 – XI miejsce w finale zamorskim).
W lidze brytyjskiej reprezentował kluby z Long Eaton (1986–1988), Belle Vue (1987), Hackney (1987), Sheffield (1987–1988), Oksfordu (1988), Swindon (1988), Ipswich (1988), Reading (1988), Bradford (1989–1991), Eastbourne (1992) oraz King's Lynn (1993).